# Irakli Mukhrani-batoni
Irakli fou el 12é príncep de Mukhran (Mukhrani-batoni) del 1710 al 1716.
Era fill de Constantí I Mukhrani-batoni i va deposar el seu nebot Constantí II Mukhrani-batoni i va prendre el poder. El rei el va reconèixer però el 1716 el va deposar per decret en favor del nebot Levanti Mukhrani-batoni, fill de Papuna Mukhrani-batoni.
Va morir el 3 de gener del 1723.